# Lesja
Lesja ist eine Kommune im norwegischen Fylke Innlandet. Die Kommune hat 2006 Einwohner (Stand: 1. Januar 2025). Verwaltungssitz ist der gleichnamige Ort Lesja.

## Geografie

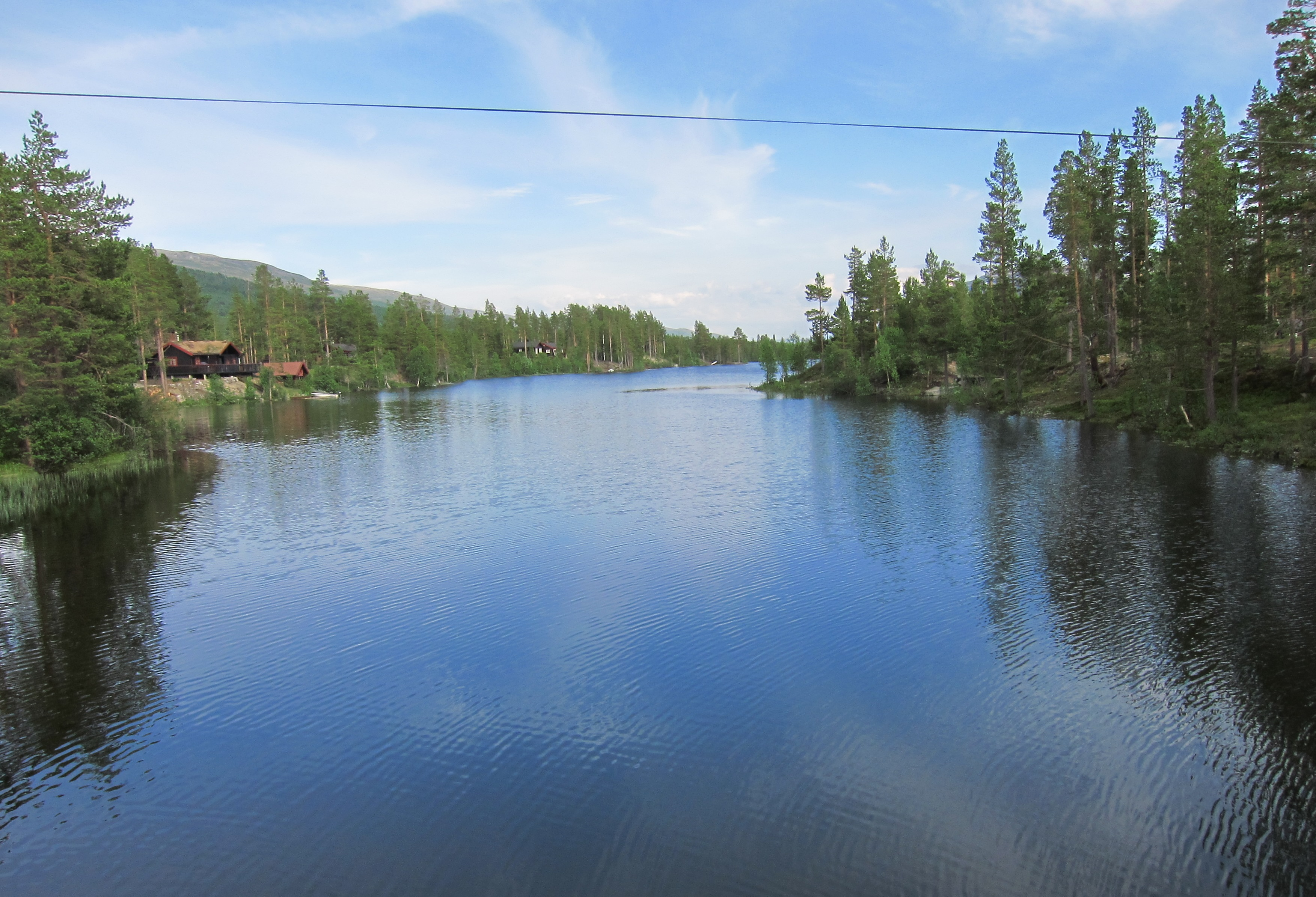
See Lesjaskogsvatnet

Die Gemeinde liegt im Nordwesten der Provinz Innlandet und gehört zur Landschaft Gudbrandsdalen. Lesja grenzt im Norden an Molde, Sunndal und Oppdal, im Osten an Dovre, im Süden an Vågå und Lom, im Südwesten an Skjåk sowie im Nordwesten an Rauma. Die Kommunen Rauma, Molde und Sunndal liegen dabei in der Nachbarprovinz Møre og Romsdal, Oppdal in der Provinz Trøndelag. Von Südosten Richtung Nordwesten wird die Gemeinde vom Fluss Lågen durchflossen. In seinem Verlauf durchfließt er den See Lesjaskogsvatnet. Der Bereich um den Fluss und den See bildet das Haupttal der gebirgigen Gemeinde. Im Norden, an der Grenze zu Molde, befindet sich der See Aursjøen.
Die höchste Erhebung ist die Storstyggesvånåtinden mit einer Höhe von 2209 moh. im Nordosten der Kommune. Sie liegt auf dem Gebiet des Dovrefjell-Sunndalsfjella-Nationalparks. Im südwestlichen Gebiet der Gemeinde befindet sich Reinheimen-Nationalpark.

## Einwohner
Die Bevölkerung verteilt sich vor allem im nördlichen Abschnitt des Haupttals. Seit den 1980er-Jahren ist die Einwohnerzahl von Lesja rückläufig. Von 2010 bis 2020 sank sie von 2174 auf 1975 Einwohner. Die Ortschaft Lesja ist der einzige sogenannte Tettsted, also die einzige Ansiedlung, die für statistische Zwecke als eine städtische Siedlung gewertet wird. Zum 1. Januar 2024 lebten dort 230 Einwohner. Neben dem Verwaltungssitz Lesja ist Bjorli nahe der Grenze zu Rauma ein weiterer Ort in der Kommune.
Die Einwohner der Gemeinde werden Lesjavær oder auch Lesjing genannt. Lesja hat wie viele andere Kommunen der Provinz Innlandet weder Nynorsk noch Bokmål als offizielle Sprachform, sondern ist in dieser Frage neutral.
| Jahr          | 1986 | 1990 | 1995 | 2000 | 2005 | 2010 | 2015 | 2020 | 2025 |
| ------------- | ---- | ---- | ---- | ---- | ---- | ---- | ---- | ---- | ---- |
| Einwohnerzahl | 2481 | 2476 | 2365 | 2303 | 2184 | 2174 | 2059 | 1975 | 2006 |

## Geschichte

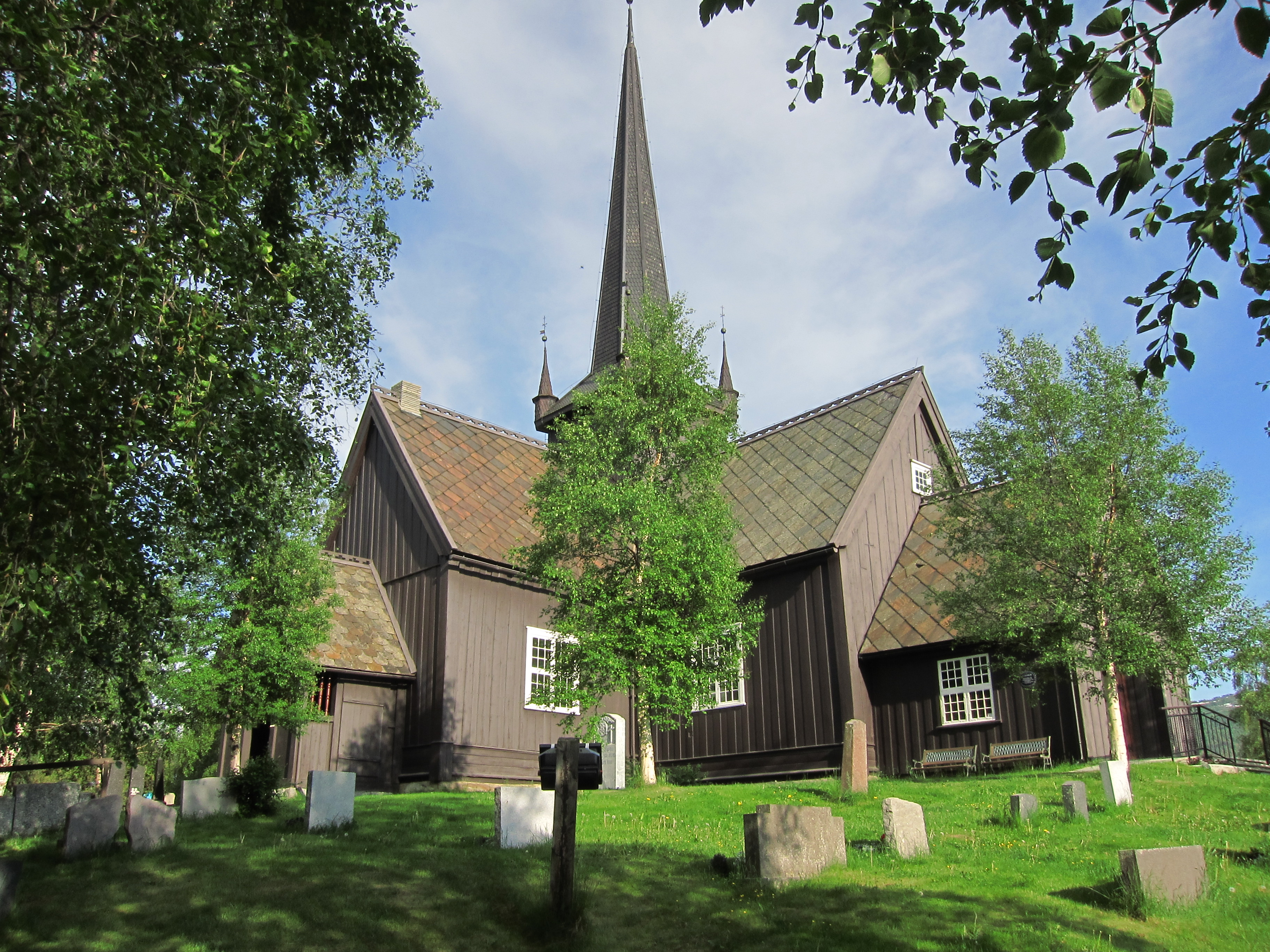
Kirche Lesja kyrkje

Im Jahr 1863 wurde die damalige Kommune Lesja in Dovre und Lesja aufgespalten. Zu diesem Zeitpunkt hatte Lesja 2537 und Dovre 3666 Einwohner. Die Lesja kyrkje ist eine Holzkirche aus dem Jahr 1749.
Bis zum 31. Dezember 2019 gehörte Lesja der damaligen Provinz Oppland an. Sie ging im Zuge der Regionalreform in Norwegen in die zum 1. Januar 2020 neu geschaffene Provinz Innlandet über.

## Wirtschaft und Infrastruktur

### Verkehr
Parallel zum Fluss Lågen verläuft die Europastraße 136 (E136) durch das Haupttal Lesjas. Sie stellt unter anderem die Verbindung zur Europastraße 6 (E6) in der Nähe der Grenze zu Dovre her. Ebenfalls entlang des Lågen führt die Eisenbahnlinie Raumabanen.

### Wirtschaft
Die Landwirtschaft ist geprägt von der Tierhaltung und der Futterproduktion. Des Weiteren spielt die Forstwirtschaft eine Rolle und bildet die Grundlage für die örtliche Holzwarenindustrie. Im Bereich des Tourismus ist unter anderem der Ort Bjorli von Bedeutung, wo sich mehrere Hotels und Alpinanlagen befinden. Im Jahr 2019 arbeiteten von rund 1040 Arbeitstätigen etwa 690 in Lesja selbst, die weiteren waren vor allem in der Nachbargemeinde Dovre tätig.

## Wappen
Das seit 1987 offizielle Wappen der Kommune zeigt einen blauen Schildfuß auf silbernen Hintergrund. Es soll das Äußere der Lesja kirke darstellen.

## Persönlichkeiten
- Christen Pram (1756–1821), Dichter und Herausgeber
- Lars Moen (1885–1964), Politiker